# Verónica Ruth Frías
Verónica Ruth Frías de la Cuesta (Córdoba, 1978) es una artista contemporánea feminista española residente en Málaga, sus obras las forma mediante performances en las que su cuerpo es el sujeto de la obra.

## Trayectoria artística
Graduada en Bellas Artes por la Facultad de Santa Isabel de Hungría en Sevilla en 2003. Pronto abandonó la pintura para orientar su carrera hacia el vídeo y la performance. La apropiación, el vestuario y el tatuaje son algunas de sus herramientas con las que coloca su cuerpo al servicio del arte y transforma lo personal en las prácticas artísticas. El sarcasmo, la ironía y el humor son fundamentales para la artista, aunque trata temas muy serios como la construcción de lo femenino, la maternidad, la violencia contra las mujeres o la discriminación contra las mujeres en la historia del arte. En su carrera ha tratado múltiples temas, pero todos enfocados al movimiento artístico feminista, desde su primera obra. Desde el año 2005, viene transformando su apariencia a través del disfraz, el maquillaje y hasta el camuflaje para adquirir otras identidades. Su obra ha sido reconocida con premios y ha participado en diferentes exposiciones.

### Obras
Uno de sus primeras creaciones fue Quiero ser Angelina ¡Jolín! (2005) en el cual hace uso de su propio autorretrato en polaroids a las que interviene con labios recortados de revistas. Un ejercicio de cirugía estética en el que critica los cánones de belleza femeninos. Pasó a hacer una versión de la Historia del Arte en la obra Disfrazando el arte (2006), , para ello se pasea por zonas rurales de Andalucía, mediante la caracterización de ilustres artistas fundamentales en la Historia del Arte como Picasso o Andy Warhol.
En sus múltiples recursos, el vídeo forma parte no solo del registro de su obra sino que forma parte de ella como la titulada Give Me Your Blood, Thanks (2010) en ella reinterpreta la pintura de Frida Kahlo Las dos Fridas (1939). Lo representa dividiendo la pantalla en dos partes, en un lado de la pantalla se puede ver a Verónica Ruth Frías, en un período de su vida en que estaba embarazada, caracterizada como Kahlo, semidesnuda, compartiendo arterias y vida con la imagen de la Kahlo auténtica. En otra performance, vuelve a recurrir a Kahlo citada en la performance Mira que si te quise (2015), consistió en una acción colectiva en el espacio público registrando como otras mujeres cortaban el pelo de la artista.
Una de sus obras más reconocida es en la que realizó en 2011, creando su alter ego Súper M, de Súpermujer y Súpermamá, haciendo hincapié en el difícil y complejo mundo de ser mujer, madre y artista. Frias, convierte su período de maternidad en el tema central de su obra realizando su práctica artística activista empoderando la maternidad de la mujer y las dificultaddes que conlleva la conciliación con la vida laboral. Art Now realizada en los años (2017-2018), recurre a la vestimenta de rojo, recurso recurrente en casi todas sus performances, consiste en manener el equilibrio sobre una montaña de libros de Historia del Arte en los que no se incluyen nombres de mujeres. Una reivindicación a como la historia del arte ha omitido a las mujeres artistas a lo largo de los siglos. Esta performance, que realiza en el año 2018 junto a ocho mujeres en Marte, la Feria de arte de Castellón, fue también realizada en otros emplazamientos como en la Fundación Rafael Botí de Córdoba y en el Festival Maf de Málaga. En el año 2019 fue invitada por el Centro Pompidou de Málaga a realizar esta misma performance.

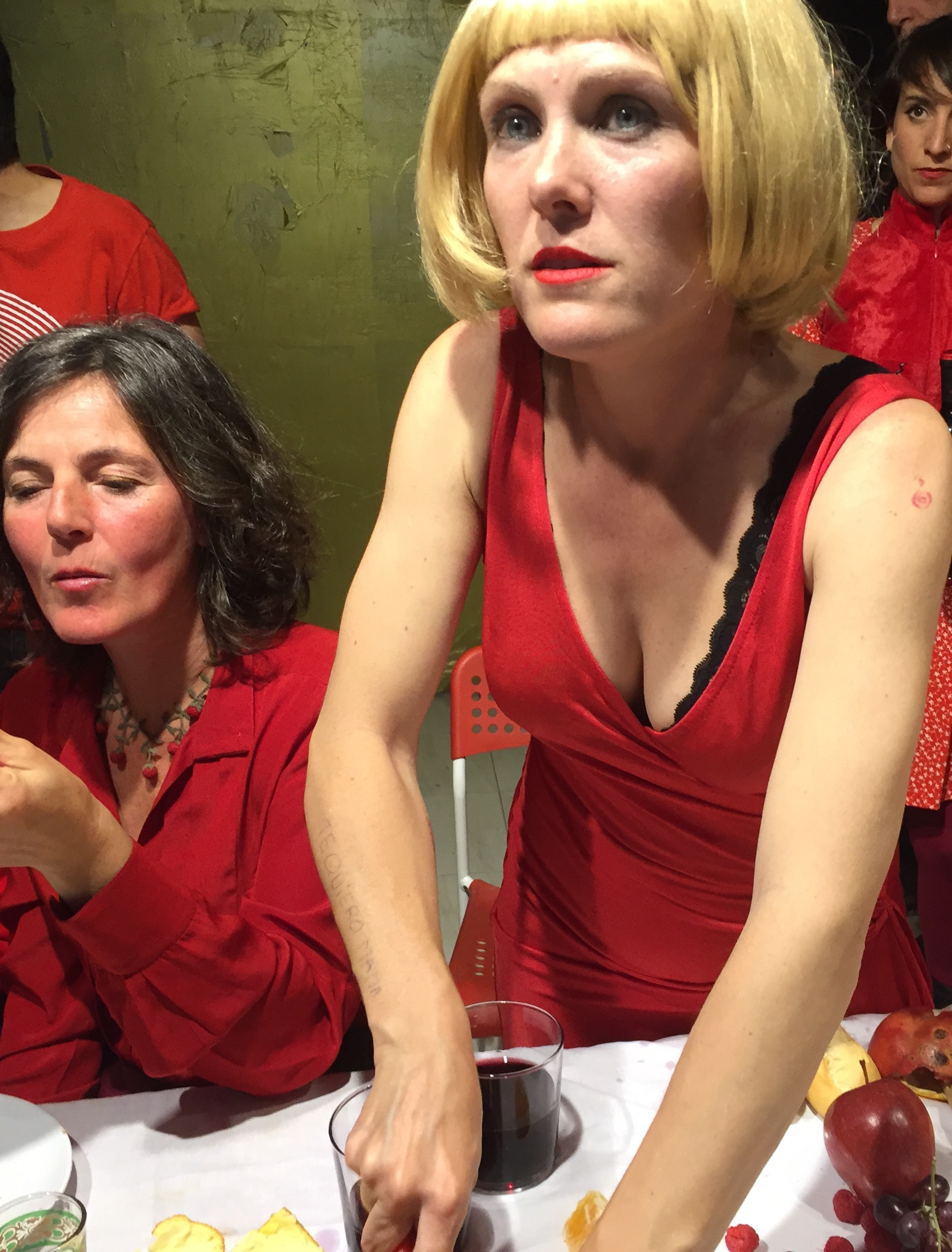
En Madrid, en su performance en 2019 La última cena, junto a Maria Gimeno.

Otra de sus performances más relevantes es la realizada entre los años 2017 al 2019, basada en una performance colaborativa titulada La última cena. Esta acción performativa la llevó a cabo en varias ciudades españolas, invitando a 12 artistas a participar en la representación junto a otras mujeres. En esta obra se recrea la famosa obra homónima de Leonardo da Vinci de Santa Maria delle Grazie. En esta nueva versión de la última cena, los apóstoles son representados por mujeres, todas vestidas de rojo, en poses estáticas hasta que son interrumpidas por sus hijos y se incorporan a la representación viéndose esta ampliada considerablemente con gran número de niños vestidos de rojo también.. En la representación de 2019 en Madrid participaron en la performance la artista María Gimeno, Marisa González, las historiadoras del arte Susana Blas y Nerea Ubieto, entre otras.
“Cada persona se enfrenta a la vida de una determinada manera: hay gente triste sin motivos para estarlo y gente que sonríe a cada paso por muy dura que pueda llegar esta. Esas diferentes personalidades se exportan al artista que eres ya que, para mí, la experiencia artística es una réplica de nuestra experiencia vital”. Verónica Ruth Frías en la entrevista realizada en el año 2016 en Inquire Magazine 
En la edición 2019 de la feria internacional de arte contemporáneo ARCO de Madrid, Verónica Ruth Frías realizó el proyecto Pink Power producido por la Fundación Rafael Botí. El proyecto, consistía en una instalación de 32 carteles cuadrados, de color rosa con las letras en blanco, cuyos enunciados en inglés, suponían un ejercicio de empoderamiento femenino y una crítica hacia los estereotipos dominantes. Esta instalación la representó acompañada de la performance I am a woman, que consistió en un desfile por los pasillos de la feria, entre los stands, en el que mujeres del mundo del arte, portaban los carteles de la instalación, como reivindicación colectiva de la diversidad de roles e identidades femeninas. Los carteles contenían frases tales como: I am an artist, I am a mother, I am strong, I am a woman, I am history, I am culture, I am brave, I am rebel, etc.

### Becas y residencias
- 2013 Línea de Costa, Cádiz.
- 2007 Beca de Producción INICIARTE, Junta de Andalucía, España.
- ·2006 Beca Rafael Botí, Fundación Provincial de Artes Plásticas Rafael Botí, Córdoba, España.
- Ayuda Producción de obra INICIARTE, Junta de Andalucía, España.
- Ayuda a la adquisición de material INICIARTE, Junta de Andalucía, España.

## Exposiciones
Son numerosas las exposiciones colectivas en las que ha participado desde el año 2003 en festivales de vídeo internacionales y galerías de arte, En España en diversas ciudades como en todas las provincias de Andalucía, Palma de Mallorca, Badajoz, País Vasco, Cataluña, Bolivia, Venezuela, Cuba, Brasil y en Europa en Francia, Alemania, además en New York, Dakar.
Individuales
- 2013 “Súper M”, Ecco Cádiz, España.
- 2012 “Súper M” Instituto Andaluz de la Juventud, Huelva, España.
- 2011 Narraciones Extra(ordinarías), Galería ABA Art, Plama de Mallorca, España. Comisarío Fernando Gomezdelacuesta. *

- 2010 “Yo quiero”, Instituto Andaluz de la Juventud, Huelva, España.
- 2009 “Press Star(t)”. Un proyecto de Verónica Ruth Frías y Cyro García para la Filmoteca de Andalucía, producido por el Programa INICIARTE, Córdoba, España. *
- 2008 “Comiendo PerdiZes”, MECA, Mediterráneo Centro Artístico, Almería. España.
- “La noche Blanca del Flamenco”, Galería Tula Prins, Córdoba, España. *
- “yo quiero mucho a mi mama” Galería Tula Prins, Córdoba, España, España.
- “Disfrazando el Arte”, IX Muestra de Arte Contemporáneo D-MENCIA. Doña Mencía, Córdoba, España, España. *
- 2007 “Videocreaciones”, Galería Tula Prins, Córdoba, España.
- 2006 “Mujeres el la Sombra”, Galería La Fábrica de Licors, Palma de Mallorca, España.
- 2004 “Pasajes históricos, yo también estaba allí”. Sala Aires Córdoba, España.
- 2002 “Pintura Neorrealista”. Galería al-Mulk, Córdoba, España.
- 2001 “Tiempos de reconciliación”. Galería al-Mulk, Córdoba, España.
- 1999 “Rostros”. Sala de Exposiciones Casa de la Juventud, Córdoba España.

## Obras en colecciones
- Centro de Arte Rafael Botí, Córdoba, España.[21]
- Colección INICIARTE, CAAC, Centro de Arte Contemporáneo, Sevilla.[22]
- Fundación Pepe Espaliú, Córdoba, España.[23]
- Colección Desencaja, Instituto Andaluz de la Juventud, Junta de Andalucía.[24]
- Colección de Arte Contemporáneo Ayuntamiento de Utrera, Sevilla, Málaga.[25]
- Ayuntamiento de d'Arts Plàstiques de Pollensa, Palma de Mallorca, España.
- Sierra Centro de Arte, Huelva, España.[26]
- Colección Ayuntamiento de Doña Mencía, Córdoba, España.[27]